# ティム・シェル
ティモシー・ロバート・シェル（Timothy Robert Shell, 1968年5月5日 - ）は、アメリカ合衆国の実業家。BomisのCEOでもある。
当時Bomisの共同経営者だったジミー・ウェールズが始めたウェブサイトウィキペディアに参加。編集・運営の双方に関わる。ウィキメディア財団発足後は、ウェールズの求めに応じ、理事に就任。2006年8月に辞意を公表した。
2006年10月にウィキメディア財団副理事長に就任、以後2006年12月まで同職。2006年に理事職を辞任した。
現在ラスベガスに所在。